# Jonas Föhrenbach
Jonas Föhrenbach (Freiburg im Breisgau, 1996. január 26. –) német labdarúgó, aki jelenleg az 1. FC Heidenheim játékosa.

## Pályafutása
Fiatalon a PSV Freiburg csapatánál nevelkedett, majd 2009-ben a Freiburg akadémiájához csatlakozott. 2014. szeptember 13-án debütált az SC Freiburg II csapatában a VfR Wormatia Worms elleni negyedosztályú mérkőzésen. Egy hónappal később a KSV Baunatal ellen megszerezte első gólját. 2015. augusztus 22-én a Fortuna Düsseldorf ellen lépett először pályára a felnőtt csapatban a Bundesliga 2-ben. A szezon végén megnyerték a bajnokságot csapatával és feljutottak az első osztályba. November 5-én a VfL Wolfsburg ellen a 89. percben debütált a Bundesligában Nicolas Höfler cseréjeként. A 2017–18-as szezont kölcsönben a Karlsruher csapatánál töltötte. A következő szezont pedig a Jahn Regensburg együttesénél. 2019 nyarán az 1. FC Heidenheim szerződtette.
A német U19-es labdarúgó-válogatott tagjaként részt vett a 2015-ös U19-es labdarúgó-Európa-bajnokságon. Mind a három csoportmérkőzésen végig a pályán volt.

## Statisztika
2017. január 6. szerint.
| Klub           | Szezon   | Bajnokság | Bajnokság | Kupa  | Kupa | Nemzetközi | Nemzetközi | Összesen | Összesen |
| Klub           | Szezon   | Mérk.     | Gól       | Mérk. | Gól  | Mérk.      | Gól        | Mérk.    | Gól      |
| -------------- | -------- | --------- | --------- | ----- | ---- | ---------- | ---------- | -------- | -------- |
| SC Freiburg II | 2014-15  | 12        | 1         | 0     | 0    | -          | -          | 12       | 1        |
| SC Freiburg II | 2015-16  | 15        | 0         | 0     | 0    | -          | -          | 15       | 0        |
| SC Freiburg II | 2016-17  | 6         | 0         | 0     | 0    | -          | -          | 6        | 0        |
| SC Freiburg II | Összesen | 33        | 1         | 0     | 0    | 0          | 0          | 33       | 1        |
| SC Freiburg    | 2015-16  | 8         | 1         | 1     | 0    | -          | -          | 9        | 1        |
| SC Freiburg    | 2016-17  | 3         | 0         | 0     | 0    | -          | -          | 3        | 0        |
| SC Freiburg    | Összesen | 11        | 1         | 1     | 0    | 0          | 0          | 12       | 1        |
| Összesen       | Összesen | 44        | 2         | 0     | 0    | 0          | 0          | 45       | 2        |

## Sikerei, díjai
- SC Freiburg
  - Bundesliga 2: 2015–16